# 恩特拉奎
恩特拉奎（義大利語：Entracque，又译昂特拉克）是意大利库内奥省的一个市镇。总面积160平方公里，人口862人，人口密度5.4人/平方公里（2009年）。ISTAT代码为004084。境内有昂特拉克抽水蓄能电站。